# 黄山温泉
黄山温泉又名汤泉、朱砂泉。位于中国安徽省黄山市黄山风景区，紫石峰南麓，小补桥南，汤泉溪北岸，“大好河山”石壁下。海拔612米，为黄山“五绝”之一。温泉景区因其命名。
黄山温泉有两个出露口，水温常年42摄氏度，水质属重碳酸钠钙盐型泉水，PH值7.2—8.1。
传说黄帝曾在此沐浴，返老还童。黄山温泉的开发始于唐大历年间的歙州刺史薛邕，至今已有千年，其医疗价值为人所知。李白、贾岛、徐霞客、石涛等许多名人都曾来此沐浴，留下赞美文字。民国时期，黄山管理局建第一、第二汤池，1948年建温泉楼，1954年竣工，1972年扩建。1956年又建成室内温泉游泳池。
自宋至民国，黄山温泉又名“朱砂泉”，至少有四次以上流朱砂红水：宋元符三年(1100年)、明成化十一年(1475年)、万历乙卯（1615年）。此后在1948年、1990年7月16日和，2004年12月26日，温泉又数次涌出红水。